# Chazey-sur-Ain
Chazey-sur-Ain – miejscowość i gmina we Francji, w regionie Owernia-Rodan-Alpy, w departamencie Ain.

## Demografia
Według danych na styczeń 2012 r. gminę zamieszkiwało 1597 osób, a gęstość zaludnienia wynosiła 72,8 osób/km².